# Markus Hutterstrasser
Markus Hutterstrasser (* 7. September 1973) ist ein ehemaliger österreichischer Fußballspieler auf der Position eines Mittelfeldspielers, der heute unter anderem als Fußballtrainer tätig ist.
Sein Vater Rudolf (* 1951) war in den 1970er Jahren ebenfalls kurzzeitig im Profifußball vertreten.

## Karriere

### Spieler
Markus Hutterstrasser begann seine Karriere beim ATSV Ober-Grafendorf. Mit 16 Jahren wechselte Hutterstrasser in die Fußballakademie von St. Pölten, wo er nach zwei Jahren in den Bundesligakader des VSE St. Pölten wechselte. Dort kam er zu zwei Einsätzen, sein erstes Match war gegen den Wiener Sportclub, wo er in der 55. Minute Michael Flajs ersetzte. Sein letztes Spiel in der Bundesliga war gegen SV Salzburg, dort wurde er in der Schlussphase für Gerhard Zauner eingewechselt.
Dann wechselte Hutterstrasser zum ASK Ybbs in die Regionalliga Ost. In seiner ersten Saison außerhalb von St. Pölten konnte er sich nicht durchsetzen und kam nur auf zwei Spiele mit einem erzielten Tor. In den Folgesaisonen wechselte er zu den Ligakonkurrenten EPSV Gmünd und SV Würmla, wo er sich anfangs aber auch nicht durchsetzen konnte. Doch in der zweiten Saison mit Würmla konnte er in jedem Match der Saison spielen und erzielte auch fünf Tore. Nichtsdestotrotz wechselte er mit Saisonanfang 1999 zum niederösterreichischen Landesligisten SV Langenrohr. Dort kam er in zwei Saisonen zu 28 Einsätzen mit sechs Toren. Danach wechselte er erneut zum SV Würmla, die mittlerweile aus der Regionalliga abgestiegen sind.
Weitere Stationen waren Zwentendorf, Ober-Grafendorf, Maria Anzbach, Kremser SC sowie der USC Markersdorf, wo er auch seine Fußballerkarriere beendete. Danach nahm er jedoch weiterhin am Seniorenspielbetrieb teil und ist seit 2014 Mitglied des Seniorenteams des ASK Elektra Wien bzw. seit der 2021 vonstatten gegangenen Fusionierung mit dem SC Team Wiener Linien zu TWL Elektra Mitglied dessen Seniorenteams.

### Trainer
Hutterstrassers erste Trainerstation im Erwachsenenfußball war ab Sommer 2010 beim 1. SV Maria Anzbach, bei dem er jedoch nur etwas über zwei Monate angestellt war. Im Frühjahr 2015 stieg er als Nachwuchstrainer beim SV Würmla ein und war dort bis zum Sommer 2020 als solcher beim Verein tätig. Im Winter 2016 wurde er als Co-Trainer der Kampfmannschaft verpflichtet und war noch im selben Jahr für zwei Wochen als Interimstrainer des niederösterreichischen Landesligisten tätig.

## Berufslaufbahn
Seit 2017 ist Hutterstrasser bei der Firma BelaAqua, einem deutschen Unternehmen für Wasserfilteranlagen, Wasserspender und Wasserfilter, am Standort Mank tätig.